# 皮什內 (波爾塔瓦州)
50°2′58″N 32°50′32″E / 50.04944°N 32.84222°E
皮什內（烏克蘭語：Пишне），是烏克蘭的村落，位於該國中部波爾塔瓦州，由盧布尼區負責管轄，距離塔蘭金齊2公里，海拔高度157米，2001年人口138，93%居民是烏克蘭人。